# Норвегія на зимових Паралімпійських іграх 1976
Норвегія на зимових Паралімпійських іграх 1976 року, що проходили у шведському місті Ерншельдсвік, була представлена 23 спортсменом (16 чоловіками та 7 жінками). Норвезькі паралімпійці завоювали 12 медалей, з них 7 золотих, 3 срібних та 2 бронзових. Паралімпійська збірна Норвегії посіла четверте загальнокомандне місце.

## Медалісти
| Медаль | Призери                                  | Вид спорту     | Дисципліна                       |
| ------ | ---------------------------------------- | -------------- | -------------------------------- |
| Золото | Ярле Йонсен Мортен Лангеред Тер'є Гансен | Лижні перегони | естафета 3x10 км, A-B (чоловіки) |
| Золото | Ярле Йонсен                              | Лижні перегони | 15 км, A (чоловіки)              |
| Золото | Рейдун Ленген                            | Лижні перегони | 10 км, B (жінки)                 |
| Золото | Мортен Лангеред                          | Лижні перегони | 15 км, B (чоловіки)              |
| Золото | Мортен Лангеред                          | Лижні перегони | 10 км, B (чоловіки)              |
| Золото | Вігдіс Бенте Мердре                      | Лижні перегони | 10 км, I (жінки)                 |
| Золото | Вігдіс Бенте Мердре                      | Лижні перегони | 5 км, I (жінки)                  |
| Срібло | Ауд Бернтсен Ауд Грундвік Рейдун Ленген  | Лижні перегони | естафета 3x5 км, A-B (жінки)     |
| Срібло | Ярле Йонсен                              | Лижні перегони | 10 км, A (чоловіки)              |
| Срібло | Рейдун Ленген                            | Лижні перегони | 5 км, B (жінки)                  |
| Бронза | Тер'є Гансен                             | Лижні перегони | 15 км, B (чоловіки)              |
| Бронза | Тер'є Гансен                             | Лижні перегони | 10 км, B (чоловіки)              |

## Гірськолижний спорт
Чоловіки
| Спортсмен              | Дисципліна            | Результат | Результат |
| Спортсмен              | Дисципліна            | Час       | Місце     |
| ---------------------- | --------------------- | --------- | --------- |
| Пер Христіан Бломквіст | гігантський слалом I  | 268.67    | 9         |
| Пер Христіан Бломквіст | слалом I              | 154.41    | 14        |
| Фінн Серенсен          | комбінація II         | 211.98    | 6         |
| Фінн Серенсен          | гігантський слалом II | 192.26    | 7         |
| Фінн Серенсен          | слалом II             | 103.36    | 9         |

## Лижні перегони
Чоловіки
| Спортсмен         | Дисципліна            | Результат | Результат |
| Спортсмен         | Дисципліна            | Час       | Місце     |
| ----------------- | --------------------- | --------- | --------- |
| Егіль Берг        | 5 км, I (чоловіки)    | 29:20     | 7         |
| Егіль Берг        | 10 км, I (чоловіки)   | 1:00:30   | 7         |
| Бйорн Сандсбротен | 5 км, I (чоловіки)    | 32:41     | 8         |
| Бйорн Сандсбротен | 10 км, I (чоловіки)   | 1:10:41   | 8         |
| Роальд Гансен     | 5 км, II (чоловіки)   | 28:29     | 14        |
| Гаррі Ліллеосен   | 10 км, II (чоловіки)  | 54:20     | 10        |
| Ян-Ерік Сінгстад  | 5 км, II (чоловіки)   | 26:54     | 10        |
| Ян-Ерік Сінгстад  | 10 км, II (чоловіки)  | 57:48     | 12        |
| Роар Свейвен      | 5 км, II (чоловіки)   | 23:35     | 7         |
| Роар Свейвен      | 10 км, II (чоловіки)  | 51:56     | 9         |
| Гельге Квале      | 5 км, III (чоловіки)  | 23:07     | 7         |
| Гельге Квале      | 10 км, III (чоловіки) | 47:18     | 9         |
| Лейф Ларсен       | 5 км, III (чоловіки)  | 23:18     | 8         |
| Лейф Ларсен       | 10 км, III (чоловіки) | 48:18     | 12        |
| Коре Даль         | 10 км, A (чоловіки)   | 52:10     | 9         |
| Коре Даль         | 15 км, A (чоловіки)   | 1:10:33   | 7         |
| Самуель Форс      | 10 км, A (чоловіки)   | 49:07     | 6         |
| Самуель Форс      | 15 км, A (чоловіки)   | 1:10:32   | 6         |
| Ярле Йонсен       | 10 км, A (чоловіки)   | 46:42     | Срібло    |
| Ярле Йонсен       | 15 км, A (чоловіки)   | 1:05:03   | Золото    |
| Тер'є Гансен      | 10 км, B (чоловіки)   | 39:52     | Бронза    |
| Тер'є Гансен      | 15 км, B (чоловіки)   | 56:47     | Бронза    |
| Арільд Говслієн   | 10 км, B (чоловіки)   | 42:54     | 7         |
| Арільд Говслієн   | 15 км, B (чоловіки)   | 1:00:43   | 4         |
| Мортен Лангеред   | 10 км, B (чоловіки)   | 37:40     | Золото    |
| Мортен Лангеред   | 15 км, B (чоловіки)   | 56:34     | Золото    |

Естафета, чоловіки
| Спортсмен                                  | Дисципліна                       | Результат | Результат |
| Спортсмен                                  | Дисципліна                       | Час       | Місце     |
| ------------------------------------------ | -------------------------------- | --------- | --------- |
| Гаррі Ліллеосен Роальд Гансен Роар Свейвен | естафета 3x5 км, I—II (чоловіки) | 1:11:04   | 4         |
| Ярле Йонсен Мортен Лангеред Тер'є Гансен   | естафета 3x10 км, A-B (чоловіки) | 1:52:30   | Золото    |

Жінки
| Спортсмен           | Дисципліна       | Результат | Результат |
| Спортсмен           | Дисципліна       | Час       | Місце     |
| ------------------- | ---------------- | --------- | --------- |
| Вігдіс Бенте Мердре | 5 км, I (жінки)  | 38:47     | Золото    |
| Вігдіс Бенте Мердре | 10 км, I (жінки) | 1:14:09   | Золото    |
| Ауд Бернтсен        | 5 км, A (жінки)  | 29:13     | 4         |
| Ауд Бернтсен        | 10 км, A (жінки) | 53:17     | 4         |
| Дорін Боргерсен     | 5 км, A (жінки)  | 30:12     | 6         |
| Дорін Боргерсен     | 10 км, A (жінки) | 57:35     | 6         |
| Ауд Єнсен           | 5 км, A (жінки)  | 29:18     | 5         |
| Ауд Єнсен           | 10 км, A (жінки) | 53:38     | 5         |
| Ауд Грундвік        | 5 км, B (жінки)  | 28:27     | 5         |
| Ауд Грундвік        | 10 км, B (жінки) | 51:26     | 5         |
| Рейдун Ленген       | 5 км, B (жінки)  | 25:46     | Срібло    |
| Рейдун Ленген       | 10 км, B (жінки) | 47:12     | Золото    |
| Wenche Lier         | 5 км, B (жінки)  | 31:26     | 7         |
| Wenche Lier         | 10 км, B (жінки) | 57:44     | 7         |

Естафета, жінки
| Спортсмен                               | Дисципліна                   | Результат | Результат |
| Спортсмен                               | Дисципліна                   | Час       | Місце     |
| --------------------------------------- | ---------------------------- | --------- | --------- |
| Ауд Бернтсен Ауд Грундвік Рейдун Ленген | естафета 3x5 км, A-B (жінки) | 1:10:22   | Срібло    |